# Dicranomyia clarissima
Dicranomyia clarissima är en tvåvingeart som först beskrevs av Alexander 1967.  Dicranomyia clarissima ingår i släktet Dicranomyia och familjen småharkrankar. Inga underarter finns listade i Catalogue of Life.